# Fernando Zogaib
Fernando Zogaib (Valinhos) é um ciclista de ultra-distância brasileiro conhecido por realizar os menores tempos conhecidos em trajetos como a Travessia Ciclística do Brasil Norte ao Sul - tendo sido feito em 50 dias e no qual foi relatado no livro 50 Sábados (livro)  - como também na Estrada Real - o qual foi realizado em 52 horas. Zogaib também foi o primeiro colocado geral na primeira edição do Bikingman Brazil em 2021, que foi concluida em 66 horas e 02 minutos: 40 a minutos a menos que o segundo colocado Juliano Gehrke. 